# بخش ارل
بخش ارل (به فرانسوی: Arrondissement d'Arles) یک بخش در فرانسه است که در بوش-دو-رون واقع شده‌است.